# Ernst Ortlepp
Ernst Ortlepp (Droyßig, 1º agosto 1800 – Pforta, 14 giugno 1864) è stato un poeta tedesco di stile Vormärz.

## Biografia
Nato a Droyßig nei pressi di Zeitz, era il figlio di un pastore luterano. Andò a scuola a Pforta nel 1812 e ci rimase fino all'età di 19 anni, per poi continuare gli studi di teologia e filosofia a Lipsia. Ha lasciato l'università nel 1824 senza prendere la laurea.
Ortlepp tornò a Lipsia durante gli anni '30 e divenne famoso per le sue poesie improntate ad uno stile fortemente politico; alcune di queste sono state dedicate alla Polonia e la sua lotta per l'indipendenza. In questo periodo divenne anche un conoscente del giovane compositore Richard Wagner (Ortlepp ebbe modo anche d'incontrare Johann Wolfgang von Goethe qualche anno prima). Le sue dichiarazioni critiche nei "Fieschi" allarmarono il governo austriaco di Metternich il quale ha usato il suo potere d'influenza per impedire l'ulteriore pubblicazione di questo poema; anche a seguito di ciò Ortlepp divenne "persona non grata" a Lipsia nel 1836.
Si trasferì pertanto nel Württemberg, dove visse stabilmente dal 1837. In questo periodo ha vissuto come editore e traduttore delle opere di altri poeti, come ad esempio Lord Byron. Ortlepp ha cercato anche di creare una poesia nazionale, che chiamò "Germania", durante la rivoluzione del 1848. Come la sua situazione finanziaria è peggiorata è stato cacciato da Württemberg, questo nel 1853. Ha poi fatto ritorno in patria.
La vita di Ortlepp divenne da questo momento in poi ancora più instabile, dopo il suo fallito tentativo di diventare un insegnante di liceo nel 1856. Ha avuto qualche problema, probabilmente causato dall' alcolismo, e fu imprigionato per due volte a Zeitz. Questo non gli fece però terminare la sua carriera poetica, dato ch'egli era stato ancora pubblicato in un giornale di Naumburg di quel periodo. Ha scritto anche versi su commissione per clienti privati.

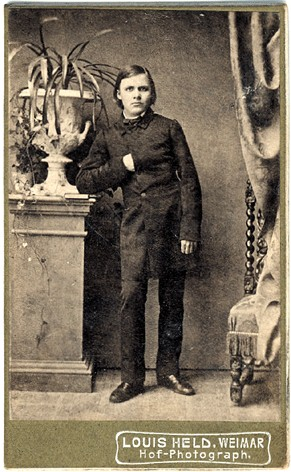
Nietzsche sedicenne, all'epoca della sua frequentazione con Ortlepp.

Durante gli ultimi anni della sua vita, ha passato la maggioranza del suo tempo nei pressi della sua vecchia scuola, a Pforta, dove diversi insegnanti lo conoscevano e molti studenti sono presto diventati suoi amici e confidenti; tra di loro c'era anche l'adolescente Friedrich Nietzsche. Alcuni biografi del filosofo ritengono che Ortlepp sia stato l'autentico mentore di Nietzsche negli anni della sua prima formazione intellettuale e che lo abbia profondamente influenzato; si è anche proposta l'ipotesi che il vecchio poeta alcolizzato, come un Dioniso redivivo, abbia avuto una qualche relazione intima col ragazzo, iniziandolo così all'omoerotismo (questo secondo Hermann Josef Schmidt, tesi poi riproposta anche da Joachim Köhler in Nietzsche. Il segreto di Zarathustra.
Ernst Ortlepp è morto nei pressi di Pforta il 14 giugno 1864. Le circostanze della sua morte sono rimaste misteriose. Nietzsche ha scritto le seguenti parole in una lettera: «il vecchio Ortlepp è morto, l'altro ieri tra Pforta e Almrich, cadde in un fosso lungo la strada e si è rotto il collo. Lo seppellirono a Pforta sotto la pioggia scura al mattino presto, quattro operai portarono la bara sulle spalle; il professor Keil seguiva con un ombrello. Non c'era nessun sacerdote. Abbiamo parlato con lui ad Almrich il giorno della sua morte. Egli ha detto che stava per affittare un alloggio nella valle di Saale. Ora vogliamo erigergli un piccolo monumento; abbiamo raccolto del denaro, circa 40 talleri».

## Opere

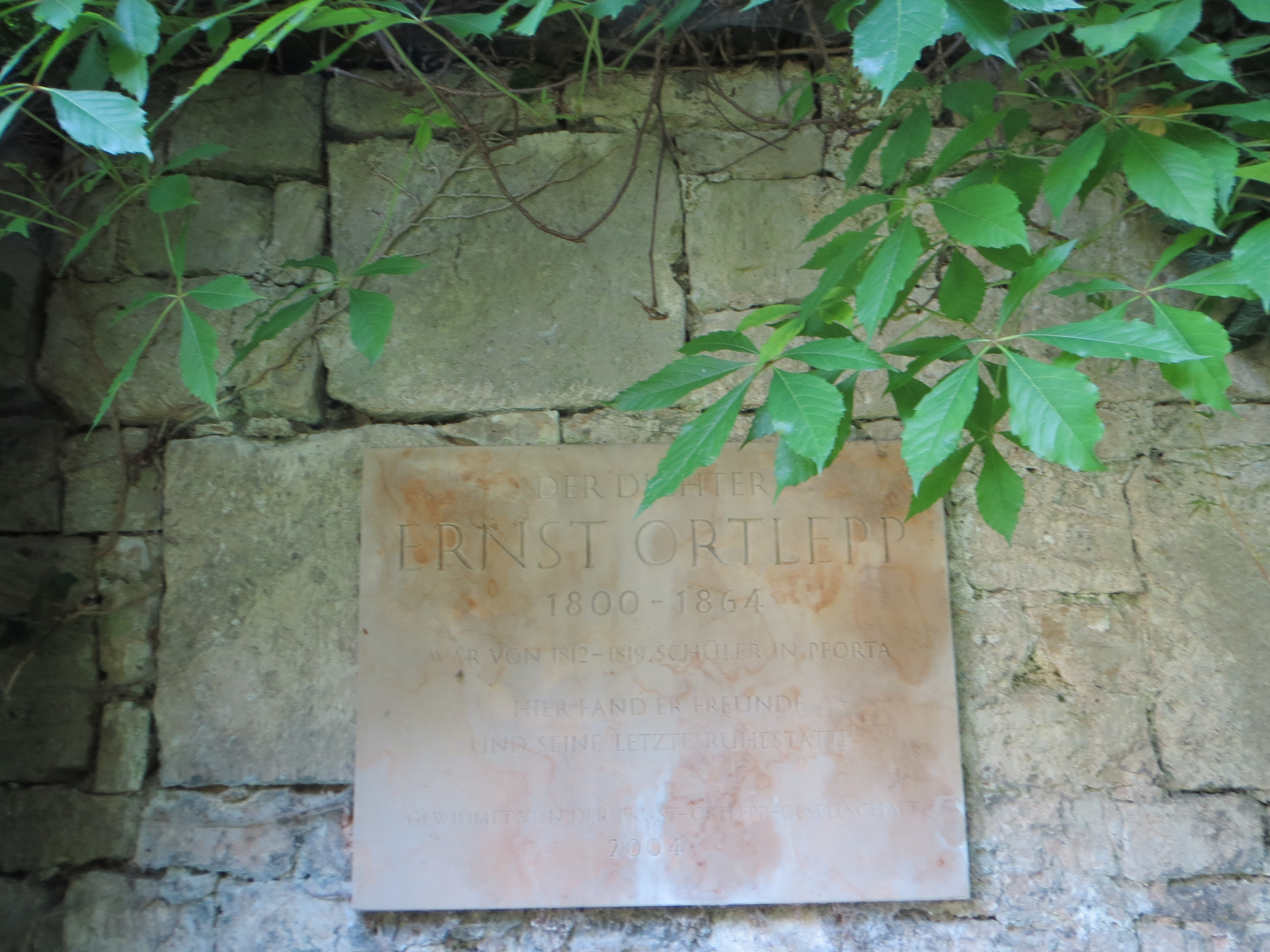
Targa apposta al cimitero di Schulpforta.

- 1831: Die Abendglocken.[3]